# Cirkulære primtal
Cirkulære primtal er primtal, der har den egenskab at tallet der genereres ved hver cyklisk permutation (base 10) vil være et primtal. Eksempelvis er 1193 et cirkulært primtal, idet 1931, 9311 og 3119 alle er primtal. Et cirkulært primtal med mindst to cifre kan kun kun bestå af cifrene 1, 3, 7 eller 9, idet 0, 2, 4, 6 eller 8 vil gøre en eller flere af permutationerne delelig med 2, og ved at have 0 eller 5 vil et an af permutationerne blive delelig med 5. Den komplette liste af den mindst mulige kombination af et cirkulært primtal (primtal på ét ciffer eller repunitter er kun medlemmer af deres respektive cyklus) tæller 2, 3, 5, 7, R2, 13, 17, 37, 79, 113, 197, 199, 337, 1193, 3779, 11939, 19937, 193939, 199933, R19, R23, R317, R1031, R49081, R86453, R109297, and R270343, hvor Rn er et repunit primtal med n cifre. Der findes ingen andre cirkulære primtal op til 1023.
En type primtal, der er relateret til cirkulære primtal er permutable primtal, som er en underkategori af cirkulære primtal (hvert permutabelt primtal er også et cirkulært primtal, men det modsatte er ikke nødvendigvis gældende).